# Svenska mästerskapen i landsvägscykling 2018
Svenska mästerskapen i landsvägscykling 2018 arrangerades i Båstad och Torekov under perioden 19–24 juni 2018.
Man slog ihop flera mästerskapstävlingar i landsväg och skapade ett stort SM för alla tävlingsklasser – elit, junior, ungdom, master och paracykel. Samtliga lopp arrangerades inom ramen av Båstad Bike Week där man samlade både SM-tävlingar, motionslopp, guidade turer och diverse kringevent inom cykelsport.

## Schema
- 19 juni
  - Juniordamernas tävling i tempo; 20 km, 8 deltagare
  - Juniorherrarnas tävling i tempo; 20 km, 19 deltagare
  - Paracykling i fyra olika klasser; Tandem (18 km, 1 deltagare), Racer (18 km, 5 deltagare), Trike (18 km, 2 deltagare) och Handcykel (18 km, 7 deltagare)
- 20 juni
  - Seniordamernas tävling i tempo; 30 km, 23 deltagare
  - Seniorherrarnas tävling i tempo; 47 km, 45 deltagare
- 23 juni
  - Seniordamernas tävling i linjelopp; 123,2 km (8×15,4 km), 45 deltagare
  - Juniorherrarnas tävling i linjelopp; 123,2 km (8×15,4 km), 21 deltagare
- 24 juni
  - Seniorherrarnas tävling i linjelopp; 184,8 km (12×15,4 km), 96 deltagare
  - Juniordamernas tävling i linjelopp; 61,6 km (4×15,4 km), 9 deltagare

## Medaljörer

### Damer
| Gren                                      | Guld                            | Silver                          | Brons                                      |
| Linjelopp – seniorer 123,2 km (8×15,4 km) | Emilia Fahlin Örebrocyklisterna | Lisa Nordén Stockholm CK        | Sara Penton Stockholm CK                   |
| Tempolopp – seniorer 30 km                | Lisa Nordén Stockholm CK        | Emilia Fahlin Örebrocyklisterna | Frida Knutsson Team Ormsalva Athletic Club |
| Linjelopp – juniorer (4×15,4 km)          | Julia Borgström Höllviken CK    | Saga Molin Varbergs MTB         | Ellen Stålberg Höllviken CK                |
| Tempolopp – juniorer 20 km                | Julia Borgström Höllviken CK    | Ellen Stålberg Höllviken CK     | Wilma Olausson Giro Cycle Club             |

### Herrar
| Gren                                       | Guld                              | Silver                                       | Brons                                  |
| Linjelopp – seniorer 184,8 km (12×15,4 km) | Lucas Eriksson Motala AIF CK      | Tobias Ludvigsson CK HVR16                   | Gustav Höög CK HVR16                   |
| Tempolopp – seniorer 47 km                 | Tobias Ludvigsson CK HVR16        | Staffan Arvidsson Mc Shane Upsala Cykelklubb | Hannes Bergström Frisk Ryska Posten SK |
| Linjelopp – juniorer 123,2 km (8×15,4 km)  | August Höglund IK Hakarpspojkarna | Wincent Wallinder Västerås CK                | Vilgot Lindh Härnösands CK             |
| Tempolopp – juniorer 20 km                 | Hjalmar Klyver CK Bure            | Emil Lindgren Falu CK                        | Oskar Palm Höllviken CK                |

### Paracykling
| Klass           | Guld                                       | Silver                      | Brons                          |
| Tandem 18 km    | Louise Jannering Sigtuna Märsta Arlanda CK | enbart en deltagare         | enbart en deltagare            |
| Racer 18 km     | Anna Beck Skoghalls CK-Hammarö             | Henrik Marvig Jönköpings CK | Kristoffer Ståhl Jönköpings CK |
| Trike 18 km     | Rickard Nilsson Sigtuna Märsta Arlanda CK  | Martin Åberg Sportson CK    | enbart två deltagare           |
| Handcykel 18 km | Peter Malmberg CK Bure                     | Patrik Ohlqvist Mölndals CK | Karl Utterhall Mölndals CK     |

### Webbkällor
1. 1 2  ”Resultatlista SM Linje 2018-06-23 Klass Damer Seniorer / Klass Herrar Juniorer” (PDF). Arkiverad från originalet den 6 juni 2019. https://web.archive.org/web/20190606182630/http://swecyclingonline.se/api/v1/fil/bilagor/50ec9b9f-a68b-4508-a6a1-a0a380271a12/resultatlinjehjochds.pdf. Läst 6 juni 2019.
2. ↑  ”Resultatlista SM Tempo 2018-06-20 Klass Damer Seniorer” (PDF). Arkiverad från originalet den 6 juni 2019. https://web.archive.org/web/20190606193324/http://swecyclingonline.se/api/v1/fil/bilagor/305d9637-aa2a-4b04-af15-32586ee6b350/resultatdamerseniorertempo.pdf. Läst 6 juni 2019.
3. 1 2  ”Resultatlista SM Linje 2018-06-24 Klass Herrar Seniorer / Klass Damer Juniorer” (PDF). Arkiverad från originalet den 6 juni 2019. https://web.archive.org/web/20190606183634/http://swecyclingonline.se/api/v1/fil/bilagor/e3ee4d32-401c-41df-9cba-8754629b3a51/resultatherrarseniorerochdamerjuniorerlinje.pdf. Läst 6 juni 2019.
4. 1 2  ”Resultatlista SM Tempo - Klass Herrar Juniorer / Klass Damer Juniorer” (PDF). Arkiverad från originalet den 6 juni 2019. https://web.archive.org/web/20190606192519/http://swecyclingonline.se/api/v1/fil/bilagor/35ed518a-e6f4-43e0-a848-fb566abbd49d/resultatjsmtempo2018.pdf. Läst 6 juni 2019.
5. ↑  ”Resultatlista SM Tempo 2018-06-20 Klass Herrar Seniorer” (PDF). Arkiverad från originalet den 6 juni 2019. https://web.archive.org/web/20190606192920/http://swecyclingonline.se/api/v1/fil/bilagor/98a1fb68-96aa-499b-b127-8c1b655971ec/resultatherrarseniorertempo.pdf. Läst 6 juni 2019.
6. 1 2 3 4  ”Resultatlista SM Paracykling 2018-06-19” (PDF). Arkiverad från originalet den 6 juni 2019. https://web.archive.org/web/20190606201200/http://swecyclingonline.se/api/v1/fil/bilagor/2384ddc9-0456-4605-aa65-4aa70a1d9a7c/resultatsmpara.pdf. Läst 6 juni 2019.